# Эрвин, Энтони
Э́нтони Ли Э́рвин (англ. Anthony Lee Ervin; род. 26 мая 1981, Валенсия, Калифорния) — американский пловец, трёхкратный олимпийский чемпион (2000 и 2016), четырёхкратный чемпион мира, экс-рекордсмен на дистанции 50 метров вольным стилем на короткой воде.

## Спортивная биография
Энтони Эрвин родился в 1981 году в Калифорнии. По матери Эрвин еврейского происхождения, а по отцу афроамериканского и индейского.
Спортивная карьера Энтони Эрвина развивалась очень стремительно. Уже в 18-летнем возрасте американский пловец принял участие в летних Олимпийских играх в Сиднее. В первый же соревновательный день Эрвин в составе эстафетной сборной США выступил на дистанции 4×100 метров вольным стилем, причём Энтони плыл и в полуфинальном заплыве и в финале. В решающем заплыве Эрвину было доверено плыть на первом этапе. В итоге американец показал результат 48,89 с, уступив только австралийцу Майклу Климу, который установил мировой рекорд. По итогам эстафеты сборная США стала серебряным призёром игр. Спустя несколько дней Энтони Эрвин стартовал на дистанции 50 метров вольным стилем. Пройдя два предварительных раундов, Эрвин вышел в финал соревнований. В решающем заплыве соперниками Эрвина были лидеры мирового плавания: двукратный чемпион прошлых Игр американец Гэри Холл, чемпион текущих игр на дистанциях 100 и 200 метров вольным стилем голландец Питер ван ден Хогенбанд, а также действующий чемпион на 50-метровке россиянин Александр Попов. Результат финала оказался сенсационным. Молодой Эрвин показал результат 21,98 с и вместе со своим соотечественником Гэри Холлом разделил первое место.
Спустя год на чемпионате мира в японском городе Фукуока Эрвин вновь показал великолепные результаты. Молодой американец стал чемпионом на дистанциях 50 и 100 метров вольным стилем, оба раза опередив Питера ван ден Хогенбанда. Головокружительные успехи сказались на молодом Эрвине не лучшим образом. У него начались постоянные проблемы с режимом, и вскоре его результаты пошли резко на спад. В 2003 году 22-летний Энтони завершил свою спортивную карьеру.
После завершения карьеры Эрвин переехал в Нью-Йорк, где долгое время работал детским тренером по плаванию в Manhattan Makos swim team. Также он получил степень бакалавра в калифорнийском университете в Беркли.
В 2010 году Эрвин принял решение вернуться в профессиональный спорт. В 2012 году Энтони принял участие в летних Олимпийских играх в Лондоне. На дистанции 50 метров вольным стилем Эрвин смог пробиться в финал, но занял там только 5-е место. В декабре Энтони выступил на чемпионате мира по плаванию на короткой воде. В составе сборных США в кролевой и комбинированной эстафетах Энтони завоевал две золотые медали, а на дистанции 50 метров вольным стилем стал бронзовым призёром.
В 2013 году выиграл серебро чемпионата мира в Барселоне в эстафете 4 по 100 метров вольным стилем. Участвовал и в чемпионате мира 2015 года в Казани, но медалей не завоевал.
В 2016 году на Играх в Рио-де-Жанейро спустя 16 лет выиграл своё второе олимпийское золото. Энтони плыл на предварительном этапе в эстафете 4×100 м вольным стилем, в которой его партнёры в финале заняли первое место (награды получают также участники предварительных заплывов). Спустя несколько дней выиграл второе в своей карьере золото на дистанции 50 м вольным стилем, став таким образом трёхкратным олимпийским чемпионом и самым возрастным олимпийским чемпионом в плавании на индивидуальной дистанции.

## Интересные факты
- Он пытался покончить жизнь самоубийством, проглотив пригоршню успокоительных; также он едва не убил себя несколько раз, мчась на мотоцикле и будучи под ЛСД и кокаином.
- Практиковал Дзен-Буддизм
- В 2004-м его уволили из тату-салона в Беркли.
- Он играл на гитаре в группе под названием «Оружие Массового Поражения», а также некоторое время продавал музыкальные инструменты в специализированном магазине.
- В 2005-м его так сильно тронуло горе жертв цунами, что он продал свою золотую медаль за 17’000$ и пожертвовал вырученные деньги на оказание помощи пострадавшим.
- Медленное, но верное «возвращение» Эрвина началось в 2008-м, когда он восстановился в качестве студента в калифорнийский университет в Беркли. Он изучал литературу и открыл в себе страсть к средневековым текстам. И, в конце концов, в 2011 он вновь захотел плавать.